# Dichromodes confluaria
Dichromodes confluaria är en fjärilsart som beskrevs av Achille Guenée 1857. Dichromodes confluaria ingår i släktet Dichromodes och familjen mätare. Inga underarter finns listade i Catalogue of Life.